# Степанов, Аркадий Фёдорович
Арка́дий Фёдорович Степа́нов (14 мая 1933, д. Малые Вележи, Звениговский район, Марийская автономная область, Горьковский край — 24 апреля 2008, г. Йошкар-Ола, Марий Эл) — советский марийский деятель культуры, музейный работник, этнограф, краевед, педагог. Директор Марийского республиканского научно-краеведческого музея (Национального музея Республики Марий Эл им. Т. Евсеева) (1975—1977), ответственный секретарь Марийского отделения ВООПИиК (1977—1982). Наиболее известен как исследователь истории развития просвещения и образования в Марий Эл.

## Биография
Родился 14 мая 1933 года в д. Малые Вележи ныне Звениговского района Марий Эл. Окончил Кужмаринскую 7-летнюю школу родного района. После службы в Советской армии продолжил обучение в Красногорской вечерней школе Звениговского района. По окончании учёбы в МГПИ им. Н. К. Крупской в 1963 году работал учителем в Елеевской средней школе Параньгинского района Марийской АССР.
С 1970 года — в Министерстве культуры Марийской АССР: старший инспектор по охране памятников, музеев и парков (1970—1975). В 1975—1977 годах — директор Марийского республиканского научно-краеведческого музея (ныне — Национального музея Республики Марий Эл им. Т. Евсеева). В 1977—1982 годах был ответственным секретарём Марийского отделения ВООПИиК, затем снова был переведён в Министерство культуры Марийской АССР, где проработал вплоть до выхода на пенсию в 2001 году.
Умер 23 апреля 2008 года в г. Йошкар-Оле.

## Историко-краеведческая деятельность
Печатать свои научные работы стал сразу после окончания Марийского педагогического института. Ещё в период учебы неоднократно выезжал в этнографические экспедиции, на основе собранных материалов написал этнографический очерк о марийской свадьбе «Марий сӱан нерген», опубликованный в журнале «Ончыко» за 1968 год, в этом же журнале за 1969 год — этнографический очерк о жилищах древних мари «Кудо».
С 1970 года активно занимался краеведческой работой. При нём в Марийском научно-краеведческом музее наряду с традиционными способами привлечения посетителей (массовые мероприятия, дни открытых дверей, новые выставки, лекции, выступления в местной прессе, по радио, телевидению, печатные объявления, афиши и т. п.), практиковались и новые формы: заключались договоров на посещение музея с предприятиями, издавались и распространялись буклеты, работали клубы по интересам при музее. Большим авторитетом пользовался клуб «Знатоки города Йошкар-Олы», руководителем которого являлся известный марийский писатель, учёный-краевед К. К. Васин.
Автор сборника статей, очерков и документальных материалов «Просветитель С. А. Нурминский» (1979). Подготовил и издал ценные сведения о жизни и деятельности марийских просветителей В. К. Королёва, И. Е. Романова (Одара), Я. А. Смирнова, И. Н. Смирнова, В. А. Мухина-Сави, М. А. Рождественского, А. Д. Альбинского, М. С. Кроковского и других.
Является автором статей, очерков и каталога о памятниках истории и культуры. Автор монографии «Сотворение мира» о марийской традиционной религии (2003), в дополненном виде переиздана в 2008 году.

## Основные работы
Далее представлен список основных научных работ А. Ф. Степанова:
- Степанов А. Ф. Просветитель С. А. Нурминский: Ист.-краевед. очерк. — Йошкар-Ола: Марийское кн. изд-во, 1979. — 75 с.: ил.
- Степанов А. Ф. История становления марийской национальной школы. — Йошкар-Ола: МПИК, 2008. — 278, [1] с., [8] л. ил.: табл.
- Степанов А. Ф. Сотворение мира. О марийской народной вере (язычестве) в контексте возникновения и эволюции человеческого общества. Изд. 2-е, доп. — Йошкар-Ола: Центр-музей им. В. Колумба, 2008. — 160 с.

## Награды
- Медаль «За доблестный труд. В ознаменование 100-летия со дня рождения Владимира Ильича Ленина»[2]
- Медаль «Ветеран труда»[2]